# К-173 «Красноярск»
К-173 «Красноя́рск» — советский и российский атомный подводный ракетоносный крейсер 3-го поколения проекта 949А «Антей». Входил в состав Тихоокеанского флота.

## История
Крейсерская подводная лодка К-173 была зачислена в списки кораблей ВМФ СССР 19 января 1983 года. Корабль был заложен 4 августа 1983 года в цехе № 55 Севмаша в городе Северодвинске под заводским номером 618. Экипаж корабля был официально сформирован 3 марта 1984 года и до декабря 1985 года прошёл обучение в учебном центре ВМФ в Обнинске. В 1986 году экипаж прибыл в Северодвинск, К-173 зачислен в состав 339-й отдельной бригады строящихся подводных лодок Северного флота ВМФ СССР.
Спуск на воду состоялся 27 марта 1986 года, летом-осенью того же года корабль прошёл ходовые и государственные испытания. 30 декабря 1986 года на К-173 был поднят Военно-морской флаг, дата стала официальным праздником корабля. На следующий день, 31 декабря 1986 года был подписан приёмный акт и К-173 официально вступил в строй.

### В составе Северного флота
С 6 по 10 января 1987 года корабль в условиях сильных морозов, непростой ледовой обстановки и шторма перешёл к постоянному месту базирования — в губу Большая Лопаткина. 24 февраля К-173 вошёл в состав 11-й дивизии 1-й флотилии подводных лодок Северного флота с базированием на Западную Лицу. С июня по декабрь 1987 года корабль находился в Северодвинске; на нём проводились дополнительные испытания для улучшения качества последующих кораблей класса, также была произведена окончательная отделка корабля — все обнаруженные неисправности были устранены усилиями работников Севмаша, в сотрудничестве с ними экипаж получил дополнительный опыт эксплуатации корабля, в том числе главная энергетическая установка эксплуатировалась в необычных режимах при участии опытных заводских специалистов.
В 1988—1991 годах К-173 неоднократно принимал участие в учениях, выполнял ракетные и торпедные стрельбы. В апреле 1991 года в связи с подготовкой перевода корабля на Тихоокеанский флот экипаж К-173 переформирован на К-410, а экипаж К-410 стал новым экипажем К-173. С середины августа по середину сентября К-173 под командованием капитана 1-го ранга А. П. Ефанова совместно с однотипной К-442 совершили переход с Северного на Тихоокеанский флот к новому постоянному месту базирования — Авачинской губе.

### В составе Тихоокеанского флота
В конце сентября 1991 года К-173 зачислен в состав 10-й дивизии 2-й флотилии подводных лодок Тихоокеанского флота и переведён в бухту Крашенинникова, город Вилючинск. В 1991—1995 годах корабль выполнил две боевых службы. С 13 апреля 1993 года К-173 носила почётное наименование «Красноярск», тогда же город взял шефство над кораблём. В 1993 году «Красноярск» провёл ракетную стрельбу по морской цели, за которую получил приз Главкома ВМФ.

### Вывод из состава флота
В ноябре 1995 года К-173 «Красноярск» был выведен в резерв, находился на приколе в бухте Крашенинникова, ожидалось прохождение среднего ремонта. В 1999 году выведен из боевого состава, направлен в дивизион длительного хранения и поставлен на консервацию. Атомные реакторы были заглушены, вооружение выгружено, экипаж был размещён в береговых казармах, обеспечение энергией для поддержания консервации осуществлялось с берега посредством электрических кабелей. По состоянию на начало 2000-х годов состояние корабля оценивалось как удовлетворительное, некоторых корабельных систем — как отличное, при этом работоспособное оборудование по распоряжению командования передавалось на другие корабли того же проекта.
До 2002 года экипаж К-173 неоднократно направлял письма губернатору Красноярского края Александру Лебедю с просьбой о содействии принятию решения о возвращении «Красноярска» в строй, однако Министерство обороны на обращения представителей региона не ответило. В 2001 году из городского бюджета Красноярска было выделено 250 тысяч рублей, которые пошли на ремонт казармы экипажа К-173.

### Утилизация
С 21 ноября по 28 декабря 2009 года прошло рассмотрение конкурсных заявок на выполнение государственного контракта — выгрузки отработанного ядерного топлива с подводной лодки К-173 «Красноярск» в рамках подпрограммы «Промышленная утилизация атомных подводных лодок, надводных кораблей с ядерными энергетическими установками, судов атомного технологического обслуживания и реабилитация береговых технических баз (2005—2010 годы)». Работа оценивалась в 62,3 млн рублей. В 2010 году ядерное топливо было выгружено.
В октябре 2013 года был объявлен конкурс на проведение работ по утилизации стоимостью 748 млн рублей.
В 2014 году ОАО «Северо-Восточный ремонтный центр» приступило к утилизации. Имя «Красноярск» передано на строящуюся многоцелевую атомную подводную лодку 4-го поколения проекта 08851 «Ясень-М» К-571 (зав. №163). Окончание работ по утилизации запланировано на 5 октября 2016 года.

#### Пожар
29 апреля 2016 года при выполнении работ по разделке корпуса произошло возгорание резиновой обшивки. Площадь пожара составила 30 м2, для тушения лодка была притоплена. Угрозы экологии региона не возникло.

## Командиры
1. Н. И. Земцов (1984—1987)
2. А. П. Ефанов (1987—апрель 1991, апрель 1991—сентябрь 1991 — командир экипажа К-410 во время межтеатрового перехода)
3. И. Н. Козлов (апрель 1991—ноябрь 1992)
4. А. Е. Цуркан (11.1992—1995)
5. А. Г. Ушаков (1995—1996)
6. А. В. Дикий (1996—1997)
7. И. М. Дубков (1997—1999)
8. Юрий Н. Савин (с 1999)